# Haakon Chevalier
Haakon Maurice Chevalier (10 de setembro de 1901 – 4 de julho de 1985) foi um escritor, tradutor e professor de literatura francesa na Universidade da Califórnia, Berkeley, mais conhecido por sua amizade com o físico J. Robert Oppenheimer, a quem conheceu em Berkeley, Califórnia, em 1937.
A relação entre Oppenheimer e Chevalier, bem como a relação de Chevalier com um possível recrutador para a inteligência soviética, tiveram destaque em uma audiência de 1954 da Comissão de Energia Atômica dos Estados Unidos sobre a autorização de segurança de Oppenheimer. Nessa audiência, a autorização de segurança de Oppenheimer foi revogada.